# 퀘이사

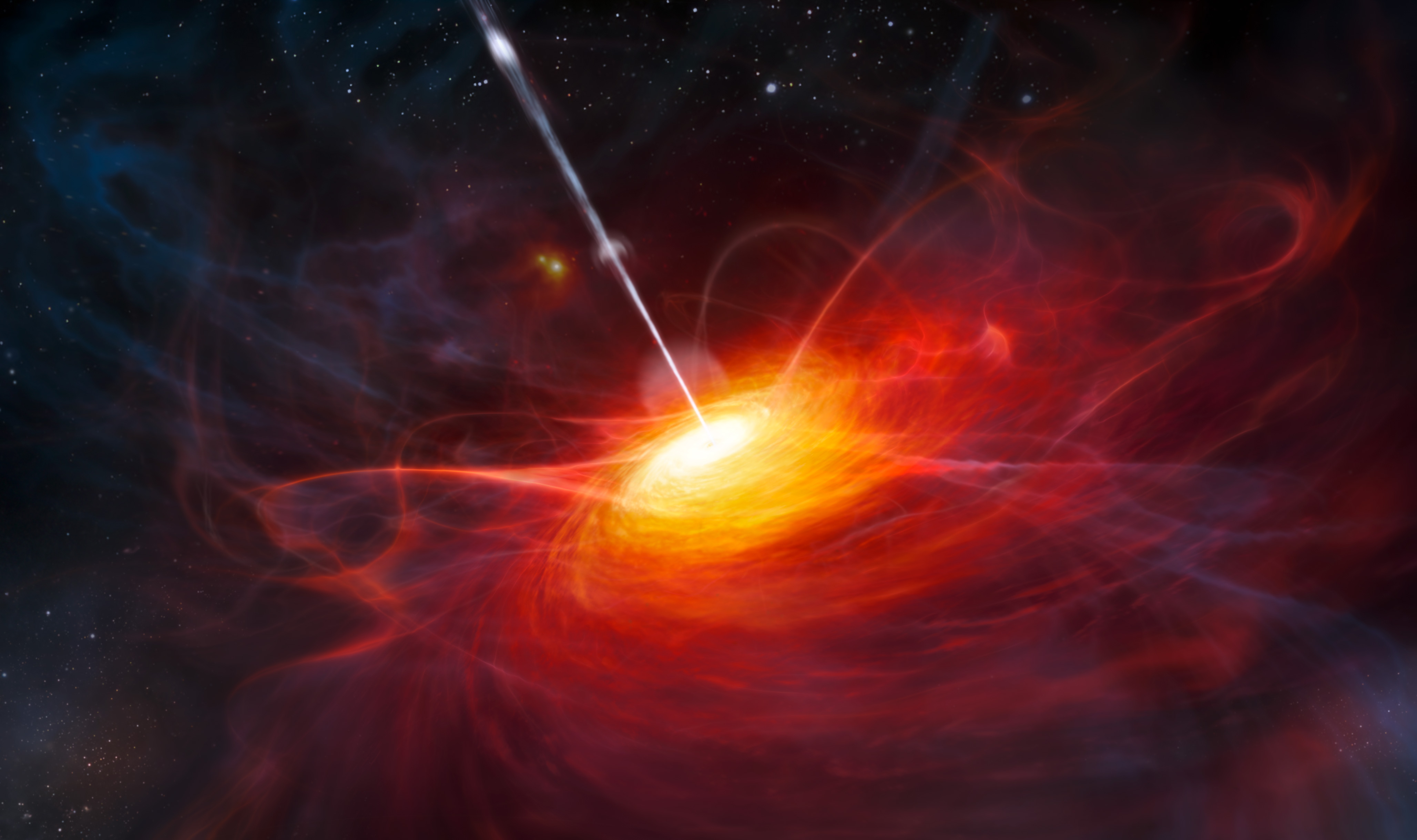
현재까지 발견된 퀘이사 중 두 번째로 멀리 있는 ULAS J1120+0641의 상상도.
이 퀘이사는 태양의 약 20억 배 질량의 블랙홀에 의해 그 에너지를 얻고 있다.

퀘이사(영어: Quasar)는 블랙홀이 주변 물질을 집어삼키는 에너지에 의해 형성되는 거대한 발광체이다. 퀘이사의 중심에는 태양 질량의 약 10억 배나 되는 매우 무거운 블랙홀이 자리 잡고 있고 그 주위에는 원반이 둘러싸고 있으며 그 원반의 물질은 회전하면서 블랙홀로 떨어지고 있고 이때 물질의 중력 에너지가 빛 에너지로 바뀌면서 거대한 양의 빛이 나온다.
퀘이사는 지구에서 관측할 수 있는 가장 먼 거리에 있는 천체이자 초대질량 블랙홀이며, 강한 에너지를 방출하는 활동 은하이다. 수 십억 광년 떨어져 있는데도 마치 항성처럼 밝게 보이는 은하이다. 블랙홀 이론으로 퀘이사의 수수께끼를 풀어냈고 20세기 최고의 지식 중 하나로 일컬어진다.
발견 당시에 은하처럼 넓게 퍼져 보이는 천체가 아니라, 별과 같은 점광원으로 보였기 때문에, ‘항성과 비슷하다’는 뜻에서 '준성'(準星, Quasi-stellar Object) 또는 '준성전파원'(準星電波源, Quasi-stellar Radio Source)이라는 이름이 붙었다. 하지만 퀘이사는 전파뿐 아니라 거의 모든 전자기파 대역에서 매우 강한 에너지를 내며, 전파가 가장 강한 퀘이사는 전체의 약 10%에 불과하다. 때문에 현재는 '준성 전파원'이라 하지 않고 대개 퀘이사라고 한다.
매우 큰 적색 편이를 나타내는 퀘이사의 정체는 비교적 최근인 1980년대 초반까지 논란에 싸여 있었으나, 현재는 은하 중심에 위치한  매우 무거운 블랙홀과 그 주변의 밀도가 매우 높은 지역이라는 것이 밝혀졌다. 퀘이사의 크기는 블랙홀의 슈바르츠실트 반지름의 약 10~10,000배 정도이며, 블랙홀 주위에 형성된 강착 원반에 의해 그 에너지를 공급 받는다.

## 퀘이사의 탄생
빅뱅 후 약 26억 년이 경과한 초기 우주(z=2.5)에서 퀘이사들이 활발하게 형성되었는데, 당시 우주의 크기는 현재의 약 30%에 불과해 물질들이 조밀하게 모여있었고 성간 매질 도 쉽게 공급되었다. 여기에 은하 간의 병합도 활발해 퀘이사의 활동이 격렬했다. 그러나 얼마 되지 않는 시간(약 수 백만 년)만에 은하 내부의 가스가 전부 소진되고, 성간 매질도 퀘이사들의 활동으로 뜨겁게 가열되어 중심 블랙홀에 유입되는 가스의 양도 감소하여 대부분의 퀘이사들은 활동을 정지하거나 축소하여 현재 관측되는 은하 중심의 초대질량 블랙홀로 남았다.

## 퀘이사의 물리적 특성

### 거리와 적색 편이
퀘이사는 우주의 팽창 때문에 매우 큰 적색편이 값을 갖는다.
현재까지 퀘이사는 200,000개 이상 발견되었는데, 대부분 슬론 디지털 전천탐사(Sloan Digital Sky Survey, SDSS)에 의해 발견된 것이다. 현재 알려진 퀘이사들의 스펙트럼은 0.05 ~ 7의 적색편이를 보인다. 표준 우주 모형에 따르면 이러한 적색편이 값들은, 퀘이사들 까지의 거리가 대략 6억 광년에서 280억 광년에 달함을 의미한다.
2011년 6월 기준으로 적색편이값이 가장 큰 (즉 가장 멀리 있는) 퀘이사는 ULAS J1120+0641로, 그 값은 7.085이며 지구에서 부터의 거리는 약 290억 광년이다.
퀘이사가 이렇게 엄청나게 멀리 떨어져 있으며 광속은 일정하기 때문에, 우리가 보는 퀘이사와 그 주변 환경의 모습은 우주가 탄생한 초기의 모습이다.

### 밝기 (광도)
퀘이사는 지금까지 우주에서 발견된 천체들 중 가장 밝고, 강력하며, 활동적인 천체이다. 보통 퀘이사는 별을 만들고 있는 젊은 은하의 내부에 존재하며, 우리 은하가 발산하는 에너지의 수 천 배에 달하는 에너지를 내뿜을 수 있다. 퀘이사는 엑스선에서 부터 원적외선, 전파에 이르기까지 거의 모든 스펙트럼에서 빛을 방출하고, 주로 자외선-가시광선에서 가장 많은 에너지를 내는데, 그 중에는 강력한 전파나 감마선을 방출하는 것도 있다.
퀘이사가 아주 멀리 떨어져 있음에도 쉽게 관측이 가능하다는 사실은 퀘이사가 현재까지 우주에서 발견된 천체 중 가장 밝은 천체라는 것을 의미한다. 온 하늘에서 가장 밝게 보이는 퀘이사는 처녀자리에 있는 3C 273이다. 평균 겉보기 등급은 12.8 등급으로, 아마추어 망원경으로 관측이 가능할 정도로 밝다. 그러나 24억 4천만 광년 떨어져 있는 이 퀘이사의 절대등급은 -26.7 등급에 달한다. 즉, 이 퀘이사의 밝기는 태양의 약 2조배(2 × 1012 L☉)에 달하고, 우리 은하 같은 평균적인 대형 은하가 발하는 빛 전체의 약 1백 배에 달한다.

### 크기와 질량
일부 퀘이사는 가시광선과 엑스선 영역에서 빠른 밝기 변화를 보인다. 이 밝기 변화는 수 시간에서, 몇 주 또는 몇 달에 걸쳐 일어나는데, 이 변화 시간을 측정함으로써, 퀘이사의 빛이 나오는 영역의 크기를 추측 할 수 있다. 이는 퀘이사의 밝기가 관측 가능할 정도로 충분히 변화하기 위해서는 퀘이사의 모든 부분들이 함께 변해야 하는데, 이를 위해서는 정보가 퀘이사 전체에 전달되는 만큼의 시간, 즉 빛이 퀘이사를 가로지르는 데 걸리는 시간이 필요하기 때문이다. 예를 들어 어떤 퀘이사가 가시광에서 하루에 걸쳐 밝기가 변한다면, 이 퀘이사에서 가시광선을 내는 부분의 크기는 대략 1광일(light-day)보다 작다고 추측할 수 있다. 이렇게 관측된 퀘이사는 약 태양계 전체의 크기 정도 밖에 되지 않는다.
밝기 변화가 일어나는 이유는 아마 지구 방향을 가리키고 있는 제트의 상대론적 분사출(relativistic beaming)과 관계있는 것으로 추측된다.  천문학자들은 반향 측량법(reverberation mapping)이라는 관측 기술을 이용하여 퀘이사의 질량을 측정하였는데, 퀘이사의 질량은 106 ~ 109 M☉ 정도로 매우 큰 것으로 밝혀졌다.
퀘이사의 빛이 나오는 영역의 크기가 작은데도 불구하고 엄청난 에너지를 낸다는 것은 퀘이사의 에너지 밀도가 매우 크고, 그 에너지를 내는 기작이 매우 효율적임을 의미한다. 퀘이사가 처음으로 발견된 1960년대에는 이렇게 강한 에너지를 낼 수 있는 방법이 알려져 있지 않았으므로, 퀘이사의 정체(크기, 거리, 에너지원)에 대해 많은 논란이 있었지만, 블랙홀로 떨어지는 물질의 중력 에너지가 그 에너지원이라는 것이 밝혀지면서 이러한 논란이 해결되었다.

### 에너지원

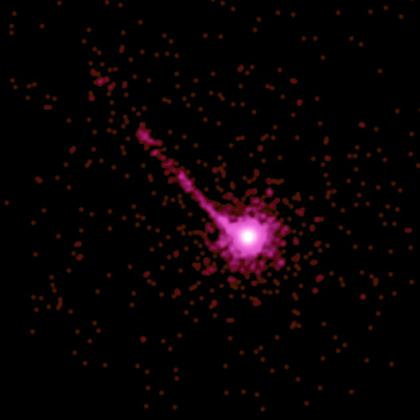
찬드라 우주 망원경이 촬영한 퀘이사 PKS 1127-145의 엑스선 사진. 이 퀘이사는 지구에서 약 100억 광년 떨어져 있으며 매우 밝은 엑스선과 가시광선을 낸다. 막대한 양의 엑스선 제트가 퀘이사 본체에서 최소 백만 광년 이상 뻗어나가고 있는 모습. 컵자리, 적경 11시 30분 7.10초, 적위 -14도 49분 27초에 위치해 있다.

퀘이사의 에너지원은 퀘이사 중심의 무거운 블랙홀로 빠져 들어가는 물질의 중력 에너지이다. 이런 기작으로 인해 밝게 빛나는 은하들을 일반적으로 활동은하(active galaxies)라고 한다. 빛은 퀘이사 중심의 블랙홀에서는 탈출할 수 없으므로, 퀘이사에서 나오는 에너지는 블랙홀의 사건 지평선 바깥쪽에 위치한 원반에서 발생한다. 블랙홀로 떨어지는 물질은 가지고 있던 각운동량 때문에 블랙홀 중심을 향해 곧바로 떨어지지 않고, 블랙홀 주위에서 회전하는 원반을 형성하게 되는데, 이러한 원반을 강착 원반(accretion disc)이라고 부른다. 강착 원반의 물질은 회전하면서 블랙홀로 떨어지고 있으며, 이 때 물질의 중력 에너지가 강력한 마찰에 의해 빛 에너지로 바뀌게 된다.
퀘이사의 성질이 대부분의 활동 은하와 유사하기 때문에, 퀘이사의 방출 현상 역시 보다 작은 활동 은하의 그것과 비교해서 생각해 볼 수 있다. 1040 W(가장 전형적인 퀘이사 밝기)의 광도를 발생시키기 위해 초대질량블랙홀은 매년 태양 10개의 질량에 상당하는 물질을 먹어치워야 한다. 현재까지 발견된 퀘이사 중 가장 밝은 것들은 매년 1000 M☉의 질량을 빨아 들인다고 여겨진다.
중심에 태양 질량의 400억배에 달하는 블랙홀이 존재하는 우리 은하를 포함하여 현재 관측된 대다수의 대형 은하에는 초대질량 블랙홀들이 중심에 자리를 잡고 있는데 이들은 우주 탄생 후 30억 년 후 시기인 100억 년 전에는 현재에 비해 우주의 크기가 30%에 불과하여 물질들이 훨씬 조밀하게 모여있어서, 은하 내부의 가스도 많이 있었고 성간 매질도 풍부하게 공급되어 활동했겠지만 80억년 전 시기에 들어 은하 내부의 가스가 고갈되고(퀘이사의 활동을 통해 뜨거워진 상태로 은하 밖으로 탈출했다) 우주가 빠르게 팽창하면서 성간 매질의 밀도도 줄어들자 대다수는 활동을 정지하거나 축소하여 활동을 거의 하지 않는 초대질량 블랙홀로 존재하게 되었다. 현대에는 가스가 풍부한 은하 간 합병이 일어날 때만 제한적으로 퀘이사의 활동이 발생하고, 그 외에는 퀘이사의 열화판으로 활동 은하핵이 있는 세이퍼트 은하로 존재한다.

### 퀘이사의 주변 환경과 모은하

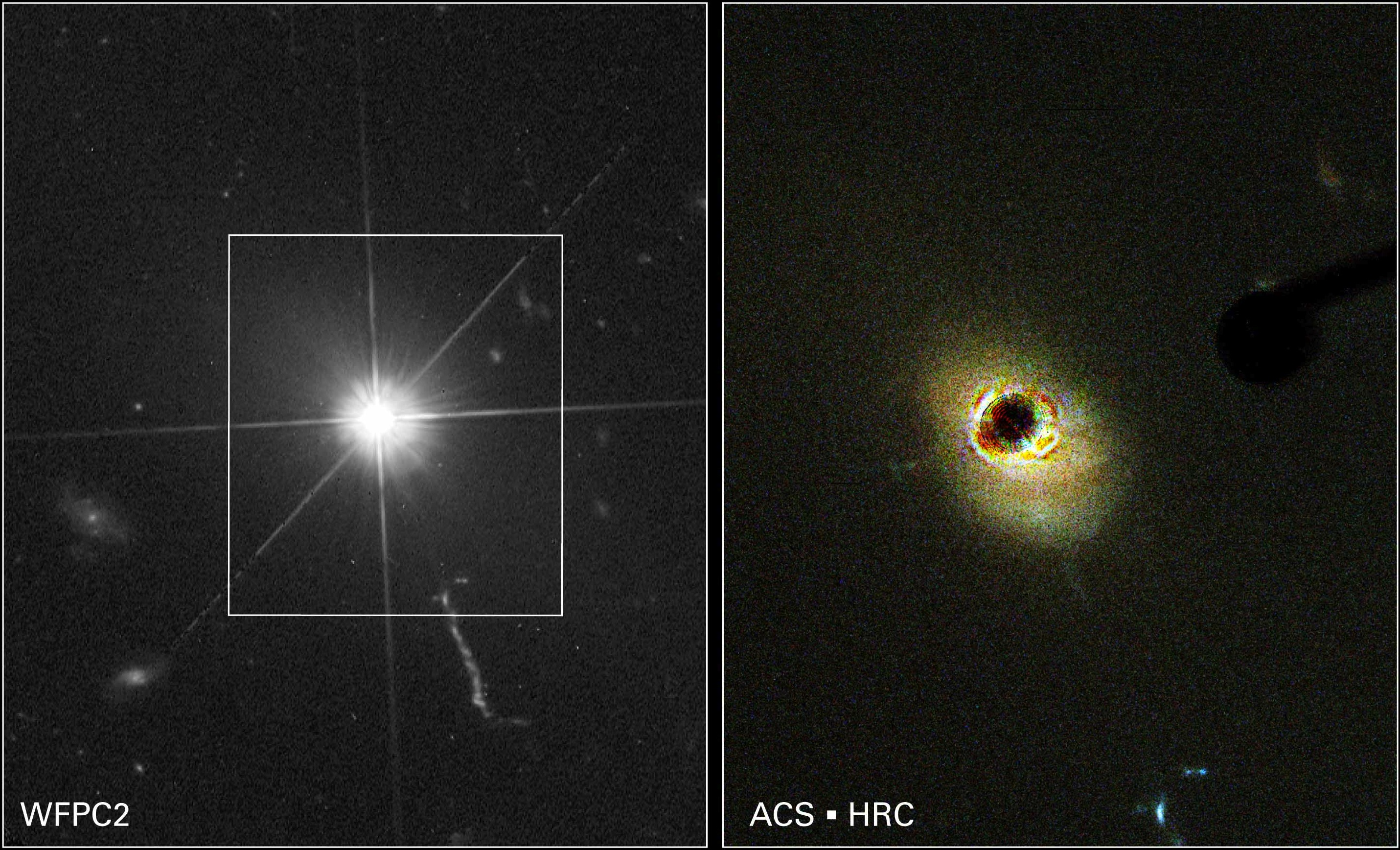
대표적인 퀘이사 중 하나인 3C 273의 허블 망원경 영상.
(왼쪽) 밝은 퀘이사의 빛 때문에 3C 273이 별처럼 보이는 모습. (오른쪽) 코로나 그래프를 이용하여 중심의 활동은하핵를 가리고 사진을 얻으면, 블랙홀이 속한 모은하(host galaxy)를 관찰할 수 있다.

퀘이사는 주로 폭발적으로 별을 만들어 내는 은하들에서 주로 발견된다. 따라서 은하의 별 생성과 중심의 블랙홀 성장은 함께 이루어지는 것으로 보이지만, 이 두 가지의 과정이 어떻게 상호작용을 하는지는 아직 정확히 알려져 있지 않으며, 외부은하 천문학의 활발한 연구 주제 중의 하나이다. 예를 들어, 퀘이사로부터의 물질 방출이 은하의 별 생성을 멈추기도 하고, 퀘이사의 강한 제트가 은하단의 뜨거운 가스들이 식어서 별을 만드는 것을 방해한다고 알려져 있다.
일반적으로 퀘이사는 자신이 속한 ‘모 은하’(host galaxies)보다 훨씬 밝은 빛을 내기 때문에, 모 은하 자체는 이 빛에 가려서 관측하기가 쉽지 않다. 그러나 코로나 그래프(coronagraph)라는 기기를 이용하여 퀘이사의 빛을 가리고 사진을 찍으면 오른쪽의 그림처럼 퀘이사의 모은하를 관측할 수 있다.

## 퀘이사 관측의 역사
퀘이사들은 1950년대 후반에 전파 망원경을 이용해 처음 발견되었는데, 당시에는 어떤 천체가 강한 전파를 내는지 가시광선에서 확인 할 수가 없었다. 그러나 영국의 로벨 망원경(Lovell Telescope)을 간섭계로 이용한 실험을 통해서, 이러한 전파원이 매우 작은 각크기를 가지고 있다는 사실이 밝혀졌다.
천문학자들이 전파원에 대응되는 천체를 광학 망원경으로 찾는 노력을 기울이는 동안, 1960년까지 이러한 전파원 백 여 개가 발견되었고, 이들은 "3번째 캠브리지 목록" 또는 "3C 목록"(Third Cambridge Catalogue)으로 출판되었다.
마침내 1960년에 이 목록의 3C 48이라는 전파원에 해당하는 가시광 천체가 발견되었다. 천문학자들은 이 전파원의 위치에서 어두운 푸른 별 같이 보이는 천체를 발견하고, 그 스펙트럼을 얻었다. 그런데, 당시에는 이상한 넓은 방출선을 많이 포함하고 있었던 이 스펙트럼을 이해하기가 힘들었다. 이 천체가 아주 큰 적색편이를 갖는다는 주장이 제기되기도 했지만, 널리 받아들여지지는 않았다.
1962년에 드디어 획기적인 발견이 이루어졌다. 3C 목록의 다른 천체, 3C 273이 달에 의해 가려지는 엄폐현상(occultation)이 일어나는 동안 해저드(Cyril Hazard)와 볼턴(John Bolton)은 호주의 파크스 망원경을 이용해서 퀘이사를 관측했고, 이를 이용하여 마침내 마르턴 스밋이 팔로마 헤일 망원경(Hale telescope)으로 대응되는 가시광 천체를 찾아내고 그 스펙트럼을 얻을 수 있었다. 이 스펙트럼 역시 이상한 방출선들을 가지고 있었으나, 슈밋은 이러한 방출선들이 수소선이 약 15.8퍼센트 정도 적색편이가 된 것이라는 사실을 발견했다. 이 발견은 3C 273이 약 47,000 km/s의 속도로 멀어져가고 있음을 의미한다.
이 발견은 퀘이사 연구를 근본적으로 바꾸어 놓았고, 다른 전파원들의 적색편이도 점점 밝혀지게 되었다. 3C 48은 무려 빛의 속도의 약 37%로 멀어지고 있다는 사실이 밝혀졌다.
'퀘이사'라는 용어는 1964년에 미국의 천체물리학자 (Hong-Yee Chiu)에 의해 Physics Today라는 잡지에서 다음과 같이 처음 사용되었다.
지금까지 준항성 전파원(quasi-stellar radio sources)이라는 길고 어설픈 이름이 이 천체들을 지칭하는데 쓰여왔다. 이는 우리가 이 천체들의 본질을 알지 못하므로, 쉽고 적절한 이름을 붙이기가 불가능하기 때문이다.  따라서 이 논문에서 편의상 이러한 이름을 간단히 줄인 "퀘이사(quasar)"라는 용어를 사용하기로 한다.— Hong-Yee Chiu, Physics Today, 1964년 5월

한편, 이 후에는 강한 전파만 내지 않을 뿐, 다른 특성들은 비슷한 천체들이 가시광선에서 다수 발견되었는데, 따라서 준항성 전파원외에 "준성"(quasi-stellar object, QSO)이라는 용어가 사용되었다. 현재는 퀘이사(준항성 전파원)와 QSO(준성)이란 용어가 섞여서 쓰이고 있으며, 다만 강한 전파를 내는가에 따라 'radio-loud'와 'radio-quiet'로 분류를 한다.
1960년대에는 퀘이사가 적색편이대로 정말 멀리 있는 천체인가 아니면 가까이 있는 천체인지 하는 것이 큰 논쟁 거리였었다. 예를 들어, 퀘이사가 우주 팽창 때문에 적색편이를 보이는 것이 아니라, 퀘이사의 빛이 강한 중력장 안에서 방출되고, 그 중력장을 탈출하기 위해 에너지를 잃고 파장이 길어졌다고 하는 의견도 제시되었다. 그러나 별이 그 정도의 중력장을 만들 정도로 무겁다면 소위 하야시 한계를 초과해 불안정해지므로 퀘이사가 존재할 수 없다는 모순이 발생한다.
또한 퀘이사의 스펙트럼에서 소위 금지선(forbidden lines)이 발견되었는데, 이는 밀도가 낮은 뜨거운 성운에서만 관측되는 것으로, 퀘이사의 가스가 이렇게 낮은 밀도를 가지는 동시에, 중력장에 안정적으로 존재하기는 불가능하기 때문이다.
또한 당시에는 많은 천문학자들이 엄청나게 먼 퀘이사까지의 거리에 대해 의문을 품었었다. 만약 퀘이사까지의 거리가 정말 멀다면, 이는 지구에서도 밝게 보일 정도로 퀘이사가 엄청난 에너지를 낸다는 뜻이다. 그러나 당시에 알려져 있던 물리 현상(예를 들어, 핵융합)으로는 이렇게 큰 에너지를 만들 수 없었기 때문이다.  따라서 당시에는 그 엄청난 밝기를 설명하기 위해 퀘이사가 반물질로 만들어져 있다거나, 퀘이사가 웜홀(wormhole)의 반대편에 있는 화이트홀(white hole)일지도 모른다는 가능성이 고려되기도 했었다. 그러나 1970년대에 들어 블랙홀 주위의 강착원반에 의해 에너지가 생성될 수 있다는 사실이 밝혀지면서, 퀘이사의 밝기와 거리에 관한 문제들이 모두 해결되었고, 현재는 퀘이사가 적색편이 대로 아주 멀리 있는 천체라는 것이 확립되었다.
1979년에는 아인슈타인의 일반상대론에 의해 예측된 중력 렌즈 효과 때문에 멀리 있는 퀘이사가 여러 개로 보이는 현상이 이중 퀘이사인 0957+561에서 처음으로 발견되었다.
1980년대에는 여러 가지 활동은하핵들의 다양한 특성들을 설명하기 위한 활동은하핵의 통합이론 (unified models AGN)이 제시되었다. 이 이론에 따르면, 모든 활동은하핵들은 비슷한 구조를 가지고 있지만, 이를 관측자가 어떤 방향에서 보느냐에 따라 블레이져(blazar)나 전파은하(radio galaxies) 같은 여러 종류의 활동은하들로 분류된다.

## 하늘 좌표계에서의 역할
퀘이사들은 지구로부터 아주 멀리 떨어져 있고 각 크기가 매우 작기 때문에, 하늘에서의 좌표계를 결정할 때 기준점으로 쓰인다.
국제 천구 좌표계(International Celestial Reference System, ICRS)는 우리 은하 바깥의 수 백개의 전파원들(주로 퀘이사들)의 정확한 위치를 바탕으로 만들어진 천구 좌표계이다. 지구와 태양계의 움직임 또는 별들이나 은하들의 자체의 운동 때문에, 지구에서 볼 때 가까이 있는 별들이나 은하들은 수 년, 수 십년에 걸쳐 상대적으로 움직이는 것처럼 보이지만, 퀘이사는 지구에서 아주 멀리 떨어져 있기 때문에 현재 기술로는 측정이 불가능할 만큼 움직이지 않는 것처럼 보인다. 또한 퀘이사의 각 크기는 매우 작으므로 초장기선 간섭 관측법(Very Long Baseline Interferometry, VLBI)을 이용하면 하늘에서의 위치를 약 0.001초의 정확도로 측정할 수 있기 때문에 천구 좌표계의 기준점으로 쓰이고 있다.

## 여러 퀘이사들

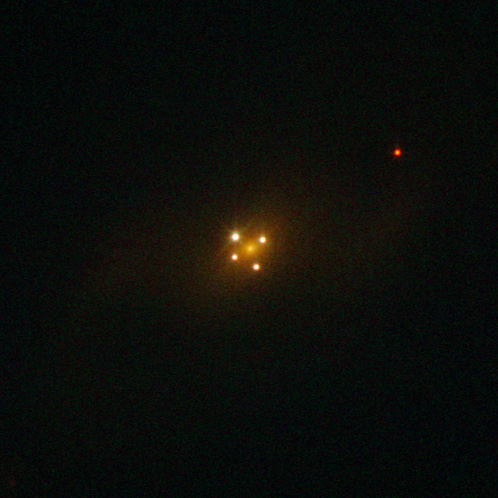
아인슈타인 십자가로 불리는 다중 이미지 퀘이사. 일반 상대론의 중력렌즈 효과 때문에 멀리 떨어져 있는 퀘이사가 가운데의 은하 때문에 네 개인 것처럼 보인다.

퀘이사는 흔하지 않기 때문에, 현재까지 알려진 밝은 퀘이사들 사이의 하늘에서의 각거리는 대략 1도 정도이다. 그런데 매우 드물게, 두 개 이상의 퀘이사가 가까이에 존재하는 경우가 있는데, 천문학자들은 이러한 퀘이사 쌍을 연구함으로써, 우주의 구조나 퀘이사 또는 연관된 천체(은하, 블랙홀)등의 특성을 알아내는 중요한 도구로 삼고 있다.
다중 이미지 퀘이사(multiply imaged quasar)는 아주 멀리 떨어져 있는 '하나'의 퀘이사가 중간의 무거운 은하(들)에 의해 빛이 여러 갈래로 휘어져서 여러 개로 보이는 경우이다. 이러한 중력 렌즈에 의한 다중 이미지 퀘이사는 1979년에 Q0957+561에서 처음으로 발견되었다.
다중 이미지 퀘이사 같이 허상이 아니라, 실제 여러 퀘이사들 사이의 물리적 거리가 가까운 퀘이사 쌍(quasar pair)들도 존재한다. 현재까지 이러한 퀘이사 쌍들은 수 십개 정도 알려져 있다.
반면 세 개의 퀘이사의 쌍은 극히 드문데, 2013년까지 이러한 삼중 퀘이사 쌍은 단 두 개(QQQ J1432−0106, QQQ J1519+0627)만 알려져 있다.
두 퀘이사의 거리가 매우 가까워서 퀘이사들 또는 퀘이사의 모 은하들이 실제로 병합되거나 상호 작용을 하는 쌍 퀘이사(binary quasar) 또는 이중 블랙홀(binary black hole)도 발견되었다.

## 같이 보기
- 도마뱀자리 BL 천체
- 퀘이사의 목록 (List of quasars)
- 마이크로 퀘이사 (Microquasar)
- Optically Violently Variable (OVV) quasars
- 전파 은하

### 참조 주
1. ↑  "Most Distant Quasar Found". ESO Science Release. Retrieved 4 July 2011.
2. ↑  우주에서 가장 강력하다는 퀘이사의 정체. 지식보관소. 2019년 5월 27일.
3. ↑  안희정. "빅뱅 이후 우주는 어떻게 탄생했나"...블랙홀 천체 '퀘이사' 발견. 지디넷코리아. 2015년 11월 9일.
4. ↑  이광식. (이광식의 천문학+)블랙홀의 모든 것…사실과 이론과 정의. 서울신문. 2016년 2월 7일.
5. ↑  기묘한 우주 미스터리 #1 : 퀘이사
6. ↑  정종오. 1조개 별빛이 뿜어져 나오는 곳, 퀘이사. 아시아경제. 2015년 6월 19일.
7. ↑  안희정. "빅뱅 이후 우주는 어떻게 탄생했나"...블랙홀 천체 '퀘이사' 발견. 지디넷코리아. 2015년 11월 9일.
8. ↑  
Grupen, Claus; Cowan, Glen (2005). 《Astroparticle physics》. 11–12쪽. ISBN 3-540-25312-2.
9. ↑  
“Hubble Uncovers a Hidden Quasar in a Nearby Galaxy (Cygnus A)”. HubbleSite. 1994년 9월 21일. 2011년 7월 1일에 확인함.
10. ↑  
Daniel J. Mortlock, Stephen J. Warren, Bram P. Venemans 외. (2011). “A luminous quasar at a redshift of z = 7.085”. 《Nature》 474: 616–619. arXiv:1106.6088. Bibcode:2011Natur.474..616M. doi:10.1038/nature10159.
11. ↑  
“Hubble Uncovers a Hidden Quasar in a Nearby Galaxy (Cygnus A)”. HubbleSite. 1994년 9월 21일. 2011년 7월 1일에 확인함.
12. ↑  “An Introduction to Active Galactic Nuclei”. 2013년 6월 2일에 확인함.
13. 1 2  
Keel, William C. (2009년 10월). “Alternate Approaches and the Redshift Controversy”. The University of Alabama. 2010년 9월 27일에 확인함.
14. ↑  http://www.jstor.org/pss/3971408
15. ↑  
“The MKI and the discovery of Quasars”. Jodrell Bank Observatory. 2006년 11월 23일에 확인함.
16. ↑  
Edge, DO; Shakeshaft, JR; McAdam, WB; Baldwin, JE; Archer, S (1959). “A survey of radio sources at a frequency of 159 Mc/s”. 《Memoirs of the Royal Astronomical Society》 68: 37. Bibcode:1959MmRAS..68...37E.
17. ↑  www.britanica.com[깨진 링크(과거 내용 찾기)]
18. 1 2  
Schmidt Maarten (1963). “3C 273: a star-like object with large redshift”. 《Nature》 197 (4872): 1040–1040. Bibcode:1963Natur.197.1040S. doi:10.1038/1971040a0.
19. ↑  
S. Chandrasekhar (1964). “The Dynamic Instability of Gaseous Masses Approaching the Schwarzschild Limit in General Relativity”. 《Astrophysical Journal》 140 (2): 417–433. Bibcode:1964ApJ...140..417C. doi:10.1086/147938.
20. ↑  
J. Greenstein and M. Schmidt (1964). “The Quasi-Stellar Radio Sources 3C 48 and 3C ”. 《Astrophysical Journal》 140 (1): 1–34. Bibcode:1964ApJ...140....1G. doi:10.1086/147889.
21. ↑  “Active Galaxies and Quasars - Double Quasar 0957+561”. Astr.ua.edu. 2011년 7월 1일에 확인함.
22. ↑  “Peter J. Barthel, Is every Quasar beamed?, The Astrophysical Journal, 336:606-611, 1989”. Adsabs.harvard.edu.ep.fjernadgang.kb.dk. 2011년 7월 1일에 확인함.
23. ↑  “ICRS Narrative”. U.S. Naval Observatory Astronomical Applications. 2011년 7월 9일에 원본 문서에서 보존된 문서. 2012년 6월 7일에 확인함.
24. ↑  
Blandford, R. D.; Narayan, R. (1992). “Cosmological applications of gravitational lensing”. 《Annual review of astronomy and astrophysics》 30: 311–358. Bibcode:1992ARA&A..30..311B. doi:10.1146/annurev.aa.30.090192.001523.
25. ↑  
Hennawi, Joseph F. (2010). “Binary Quasars at High redshift. I. 24 New Quasar Pairs at z∼ 3-4”. 《The Astrophysical Journal》 719 (2): 1672–1692. doi:10.1088/0004-637X/719/2/1672. ISSN 0004-637X.
26. ↑  
Rincon, Paul (2007년 1월 9일). “Astronomers see first quasar trio”. BBC News.
27. ↑  “Triple quasar QQQ 1429-008”. ESO. 2009년 2월 8일에 원본 문서에서 보존된 문서. 2009년 4월 23일에 확인함.
28. ↑  
Djorgovski, S. G.; Courbin, F.; Meylan, G.; Sluse, D.; Thompson, D.; Mahabal, A.; Glikman, E. (2007). “Discovery of a Probable Physical Triple Quasar”. 《The Astrophysical Journal》 662 (1): L1–L5. arXiv:astro-ph/0701155. Bibcode:2007ApJ...662L...1D. doi:10.1086/519162.
29. ↑  
“Extremely rare triple quasar found”. phys.org. 2013년 3월 12일에 확인함.
30. ↑  
Farina, E. P.; Montuori, C.; Decarli, R.; Fumagalli, M. (2013). “Caught in the act: discovery of a physical quasar triplet”. 《Monthly Notices of the Royal Astronomical Society》 431 (2): 1019–1025. doi:10.1093/mnras/stt209. ISSN 0035-8711.

### 내용 주
1. ↑  
우주론에서는 여러 가지 방법으로 거리를 정의하는데, 여기서는 동행거리(comoving distance)를 쓰고 있다.
2. ↑  적색편이 논쟁(redshift controversies)을 참조.
3. ↑  이를 중력적 적색편이라고 한다.
4. ↑  천문학자들은 종종 천체의 이름을 하늘에서의 위치로 표기하는데 0957+561의 경우 적경 09시57분, 적위 +56도 10분(1950년 좌표) 근처에 위치한다는 뜻이다.